# Wapen van Lisse

Het wapen van de gemeente Lisse

Het wapen van Lisse werd op 24 juli 1816 aan de Zuid-Hollandse gemeente Lisse toegekend. Sindsdien is het wapen niet gewijzigd. Het besluit voor de toekenning werd op 20 februari 1816 gedaan. De kleuren komen ook terug in de gemeentelijke vlag, die is ook blauw op geel. De kop van de leeuw komt op zijn beurt terug in het logo dat de gemeente gebruikt.

## Geschiedenis
Een eerste vermelding van het wapen stamt uit de 18e eeuw, het gaat dan om het heerlijkheidswapen van de heerlijkheid Lisse. Lisse was toen eigendom van de familie Dever, zij voerden een vergelijkbaar familiewapen.

## Blazoen
Op 20 februari 1816 besloot de Hoge Raad van Adel dat het volgende wapen aan de gemeente Lisse toegekend zou worden:
Zijnde van Goud, beladen met een halve klimmende Leeuw van Lazuur.
De halve leeuw heeft wel een staart en de heupen. Vermoedelijk gaat het om omgekeerde rijkskleuren, normaal is dat een blauw schild met daarop een gouden voorstelling, zoals het Rijkswapen.